# 丽娜·哈仑
拿督斯里丽娜·哈仑（1973年4月18日—），马来西亚政治人物，为土著团结党总财政。曾经担任马来西亚乡区发展部长（2018年至2020年），妇女、家庭及社会发展部长（2020年至2022年）、吉隆坡蒂蒂旺沙国会议员（2018年至2022年），以及土著团结党妇女组主席（2017年至2024年）。

## 政治生涯
2018年马来西亚大选时，丽娜·哈仑代表希望联盟当选为吉隆坡蒂蒂旺沙的国会议员。2020年3月1日，丽娜·哈仑率领土著团结党妇女组成员到新首相慕尤丁的住家发表恭贺之意后向媒体形容，土团党与前首相马哈迪·莫哈末仍是一家人。她也形容，就算是家人之间，也偶尔会争吵，他们与马哈迪的关系也一样。同月10日，她在新内阁中被委任为妇女、家庭及社会发展部长。
2020年3月31日，马来西亚在实施2019年冠狀病毒病行动管制令期间，丽娜哈仑领导的妇女部在其官网上发表涉嫌物化女性的海报和贴文，掀起轩然大波。妇女部也随着遭到社会大众广泛的讨伐，其事件甚至沦为国际笑柄。丽娜哈仑因此被网民和反对党获封为「小叮当部长」。
2021年1月11日，妇女、家庭及社会发展部发表文告指出，丽娜·哈仑在布城医疗诊所进行新冠肺炎检测时，证实确诊2019冠状病毒病；1月20日，丽娜·哈仑在面子书贴文证实自己痊愈出院。
2022年马来西亚大选时，代表国民联盟竞选雪邦国会议席，但败给代表希望联盟的国家诚信党妇女组主席艾曼阿蒂拉。

## 争议事件

### 发表「哆啦A梦声调撒娇」建议遭全民抨击
2020年3月31日早上，丽娜哈仑领导的妇女部在马来西亚实施2019年冠狀病毒病行动管制令期间，在其官网上发表「共同建立家庭和谐：如何避免家中夫妻吵架」的Instagram贴文和海报，建议女性在家工作应该化妆，还有模仿哆啦A梦的声调对丈夫娇嗲说话，结果在数个小时内在网络上遭到广泛的批评，同时非政府组织和社运份子纷纷抨击，妇女部的建议严重加深性别歧视。妇女部之后迅速撤下被指责涉嫌物化女性的海报，但貼文还保留在社交媒体，结果继续遭到政党人士的抨击。民主行动党兼前妇女部副部长杨巧双狠批丽娜哈伦及西蒂再拉两名正副部长的文告完全脱离现实，前妇女部新闻，秘书赛峇德里莎呼吁妇女部应该关注家暴案件的增加，而非建议如此戏虐女性的言论成为社区笑话。到了下午，妇女部才完全撤下相关贴文并为此事道歉，也承诺未来会更加谨慎。

## 封衔
- 马六甲：
  -  马六甲辉煌勋章（DGSM）—拿督斯里（2018年）[20][21]